# Nepenthes petiolata
Nepenthes petiolata este o specie de plante carnivore din genul Nepenthes, familia Nepenthaceae, ordinul Caryophyllales, descrisă de Danser. Conform Catalogue of Life specia Nepenthes petiolata nu are subspecii cunoscute.

## Galerie de imagini

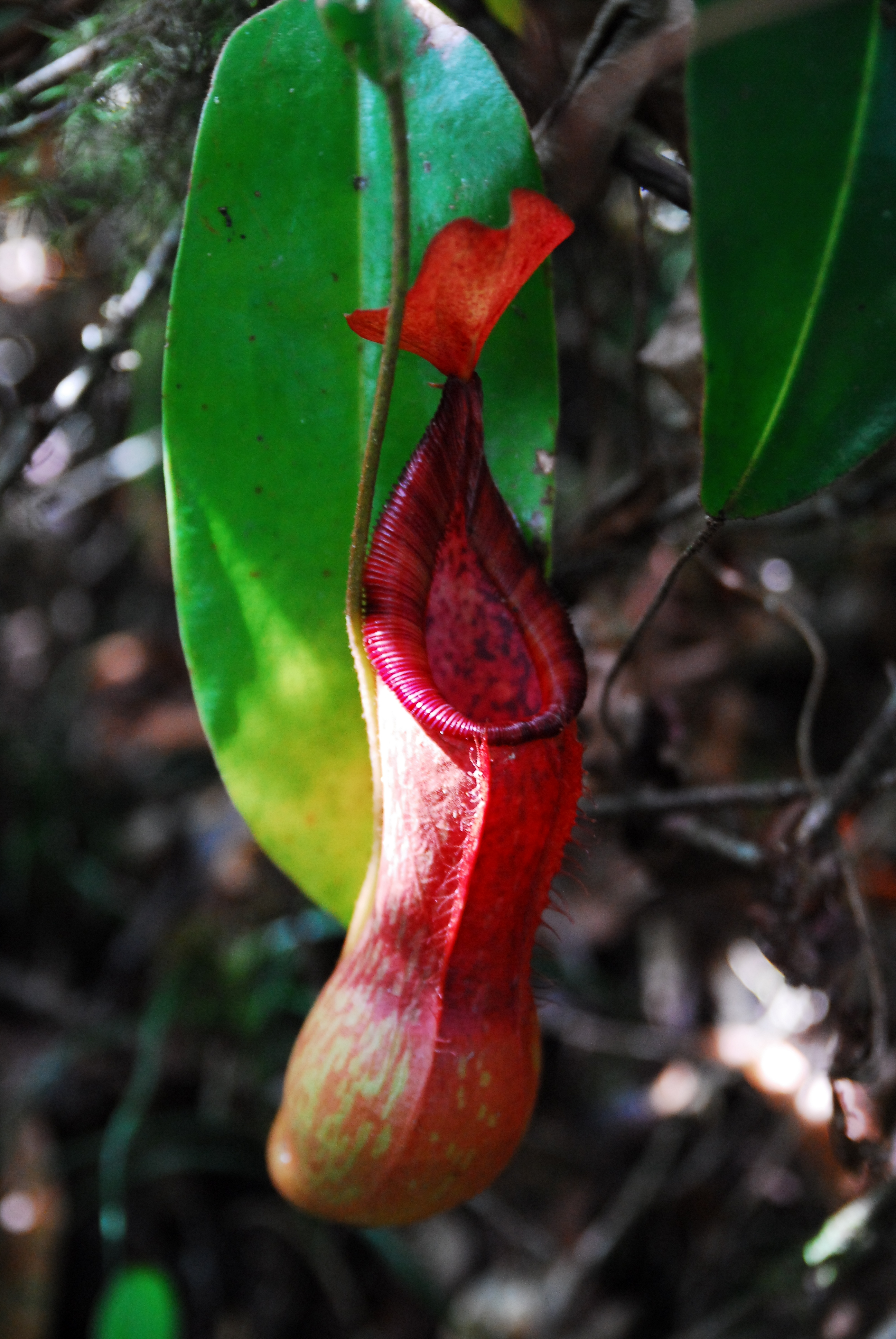